# Live to Tell
Live to Tell is een single van Madonna, uitgebracht in 1986. Het lied werd geschreven door Madonna en Patrick Leonard.
Live to Tell is de titelsong van de film At Close Range, waarin Madonna's toenmalige echtgenoot Sean Penn speelde. Live to Tell werd een nummer 1-hit in de Verenigde Staten. In het Verenigd Koninkrijk werd een nummer 2-positie behaald. In de Nederlandse Top 40 bereikte de ballad plaats 3. Live to Tell kwam op Madonna's album True Blue te staan, en later ook op de verzamelalbums The Immaculate Collection (1990) en Something to Remember (1995).
Live to Tell bezorgde Madonna veel lovende kritieken. De single werd gezien als haar eerste volwassen lied, en de zang werd beschouwd als beter dan ooit tevoren. Live to Tell was Madonna's vierde single binnen twee jaar die verbonden was aan een film. Het was de eerste samenwerking met Patrick Leonard, die later een van Madonna's trouwste en meest geroemde muzikale partners zou worden.

## Achtergrondinformatie
Vele critici en fans beschouwen Live to Tell als een mijlpaal in Madonna's carrière. Het was de tweede ballade die Madonna op single uitbracht. In tegenstelling tot de eerste uitgebrachte ballade, Crazy for You, is Live to Tell geen liefdeslied. Het lied gaat over het opbrengen van kracht om aan een moeilijke situatie het hoofd te bieden. Daarom wordt het lied beschouwd als Madonna's eerste 'serieuze' lied. Dertig jaar na de release is het nog steeds een van Madonna's meeste geliefde nummers.
In 2006 kwam het lied weer volop in de belangstelling, nadat er in vele landen controverse was ontstaan doordat Madonna tijdens het opvoeren van het lied tijdens haar Confessions Tour aan een kruis hangt en een doornenkroon draagt. Op de achtergrond zijn beelden te zien van aids-wezen in Afrika en worden teksten uit de Bijbel getoond. In Duitsland en Italië werd gedreigd met juridische stappen tegen het optreden. Paus Benedictus XVI heeft zich ook uitgesproken tegen de show. Hierop werd hij door het management van Madonna uitgenodigd bij het concert te komen kijken. Hij is niet op de uitnodiging ingegaan. In Nederland wilden de SGP-jongeren de scène op voorhand verbieden bij de concerten op 3 en 4 september in de Amsterdam ArenA. Minister Donner gaf later aan niets tegen de opvoering van Live to Tell te kunnen doen, maar wel negatief tegenover de scène te staan. Op 22 november 2006 zond de Amerikaanse televisiezender NBC een concert van de Confessions Tour uit. De kruisigingsscène tijdens Live to Tell werd echter niet getoond. Tijdens het lied waren andere beelden te zien. In Nederland was de volledige scène wel op televisie te zien toen de VARA eind 2006 een registratie van de Confessions Tour uitzond.

## Videoclip
De videoclip van Live to Tell werd, net als de film waar het de soundtrack van was, geregisseerd door James Foley. In de clip heeft Madonna blonde lokken en draagt ze een lange jurk. Ze zit in het donker, afgewisseld met beelden uit de film At Close Range. Madonna zag er voor het eerst in haar carrière volwassen uit, in tegenstelling tot haar eerdere 'straatse New Yorkse-stijl'. Het was de eerste van vele imagowisselingen die Madonna onderging.

## NPO Radio 2 Top 2000
| Nummer met noteringen in de NPO Radio 2 Top 2000 | '99 | '00 | '01 | '02  | '03  | '04  | '05  | '06  | '07  | '08  | '09  | '10  | '11  | '12  | '13  | '14  | '15  | '16  | '17  | '18  | '19  | '20  | '21  | '22  | '23  | '24  |
| ------------------------------------------------ | --- | --- | --- | ---- | ---- | ---- | ---- | ---- | ---- | ---- | ---- | ---- | ---- | ---- | ---- | ---- | ---- | ---- | ---- | ---- | ---- | ---- | ---- | ---- | ---- | ---- |
| Live to Tell                                     | 392 | 614 | 811 | 1141 | 1162 | 1465 | 1546 | 1401 | 1794 | 1420 | 1429 | 1617 | 1784 | 1619 | 1423 | 1339 | 1503 | 1430 | 1222 | 1278 | 1734 | 1646 | 1685 | 1846 | 1353 | 1552 |

1. ↑  Een vetgedrukt getal geeft de hoogste notering aan.